# 小行星3417
小行星3417（英語：3417 Tamblyn）是一颗围绕太阳公转的小行星。1937年4月1日，卡尔·威廉·雷睦斯在海德堡发现了此天体。
这颗小行星的绝对星等为113.3992877474306等。